# 安德烈·科科申
安德烈·阿法纳西耶维奇·科科申（俄语：Андрей Афанасьевич Кокошин；1945年10月26日—）是俄罗斯社会科学家，国际安全问题专家。曾经短暂担任过俄羅斯聯邦安全會議秘书。

## 生平
1945年10月26日生于莫斯科。1969年毕业于鮑曼莫斯科國立技術大學，获无线电电子学学位。在苏联航空工业部雅科夫列夫实验设计局工作。1974年至1991年一直在苏联科学院美国与加拿大研究所工作。1982年获历史科学全博士学位，1984年起任副所长。1992年至1996年担任俄罗斯联邦国防部第一副部长。
1997年8月至1998年3月担任俄罗斯联邦国家军事监察员兼国防会议秘书。1998年3月至9月短暂担任俄羅斯聯邦安全會議秘书。2003年起开始担任莫斯科国立大学世界政治学院院长。
作为统一俄罗斯党员，他还是第三、四、五届国家杜马议员。在第三届国家杜马（1999年12月至2003年12月）担任工业、建筑和高等技术委员会副主席。在第四届国家杜马（2003年12月至2007年12月）担任独联体事务和侨胞联络委员会主席。2004年8月4日，科科申领导的车队抵达南奥塞梯访问，在萨拉布克村附近遭到袭击。虽然格鲁吉亚否认此事是格军所为，但俄外交部仍然发出了强烈抗议。在第五届国家杜马（2007年12月至2011年12月）担任科技委员会第一副主席，俄法、俄中友好和平与发展委员会俄方副主席。
获三级、四级祖国功勋勋章各一枚，荣誉勋章一枚，友谊勋章两枚，奖章多枚。

## 外事访问
1992年10月8日至14日应国防部邀请访华，与何其宗、刘华清等会见。1998年1月下旬访华，与李鹏、张万年等会见。2001年5月底访华，与国防部长迟浩田会见。
2016年7月在清华大学参加了第五届世界和平论坛。

## 中文译本
- 安·阿·科科申. . 由杨晖翻译. 军事科学出版社. 2005年8月. ISBN 9787801378774.